# Ram Naik
Ram Naik, född 16 april 1934 i Sangli, Maharashtra, indisk politiker (BJP).

## Politisk karriär
- 1969-1977 - Organisationssekreterare, Bharatiya Jan Sangh, Bombay (numera officiellt Mumbai)
- 1977-1978 - Generalsekreterare, Janata Party, Bombay
- 1978-1989 - Ledamot av lagstiftande församlingen i Maharashtra
- 1979-1980 - President, Janata Party, Bombay
- 1980-1986 - President, BJP, Bombay
- 1986-1989 - Vicepresident, BJP, Maharashtra
- 1989 - Invald i Lok Sabha
- 1999-2004 - Oljeminister i Indiens regering